# مارکوس آرمسترانگ
مارکوس آرمسترانگ (زادهٔ ۲۹ ژوئیهٔ ۲۰۰۰) راننده مسابقه‌ای اهل نیوزیلند است. او در حال حاضر با خودروی شماره ۱۱ هوندا با تیم چیپ گاناسی ریسینگ در سری ایندی‌کار شرکت می کند. او بین سالهای ۲۰۲۰ تا ۲۰۲۲ در مسابقات قهرمانی فرمول ۲ به رقابت پرداخت و قبل تر از آن در سال ۲۰۱۹ راننده سری مسابقات فرمول ۳ بوده است. وی بین سالهای ۲۰۱۷ و ۲۰۲۱ عضو آکادمی راننده فراری بود.
آرمسترانگ در سال ۲۰۱۴ اولین بار به مسابقات تک نفره رفت و در سال بعد تنها عنوان قهرمانی تک نفره خود را در مسابقات قهرمانی فرمول ۴ ایتالیا ۲۰۱۷ کسب کرد و در حالی که در مسابقات قهرمانی آداک فرمول ۴ ۲۰۱۷ تنها حضور داشت و به قهرمانی نرسید. وی در سال ۲۰۱۸ به مسابقات قهرمانی اروپا فرمول ۳ رفت و در پایان فصل در رده پنجم قرار گرفت. این مسابقات در سال ۲۰۱۹ با مسابقات قهرمانی فرمول ۳ جهانی ادغام شد و آرمسترانگ با هم تیمی رابرت شوارتزمن به عنوان راننده در این مسابقات نیز حضور پیدا کرد. او با تیم ای‌آر‌تی گرندپری به مسابقات قهرمانی فرمول ۲ در سال ۲۰۲۰ رفت اما در یک فصل دشوار و بد در رده سیزدهم در پایان فصل قرار گرفت. او همچنین در سال بعد با تیم دمس در همان رده فصل را به پایان رساند و دوباره در مسابقات مسابقات قهرمانی فرمول ۲ در سال ۲۰۲۲ با  تیم هیتچ گرندپری، قبل از رفتن به مسابقات سری ایندی‌کار، دوباره در رده سیزدهم ایستاد.

## اوایل حرفه ورزشی

### رده های پایه

#### ۲۰۱۶
در نوامبر سال ۲۰۱۵، آرمسترانگ با یک خودرو مسابقات جام اروپا فرمول رنو ۲.۰ در تست های پایان فصل ۲۰۱۵ را انجام داد و تکمیل کرد. در سال ۲۰۱۶، آرمسترانگ بار دیگر به مسابقات کارتینگ رفت تا در مسابقات انگلیسی فرمول ۳ BRDC و در مسابقات فرمول رنو ۲.۰ مسابقه دهد. 

### سری مسابقات تویوتا ۲۰۱۷
در نوامبر ۲۰۱۶، آرمسترانگ در بین پنج راننده دعوت شده برای پیوستن به آکادمی رانندگان فراری بود و در ماه بعد به عنوان عضو این مجموعه تأیید شد. در همان ماه، وی در مسابقات تویوتا ریسینگ ۲۰۱۷ با تیم ام۲ کامپتشن ورودش به این مسابقات تأیید شد. آرمسترانگ در اولین مسابقه خود در این مسابقات به پیروزی رسید اما به دلیل برخورد در مسابقه سوم از مسابقه کنار رفت. 

### جایزه بزرگ ماکائو ۲۰۲۳

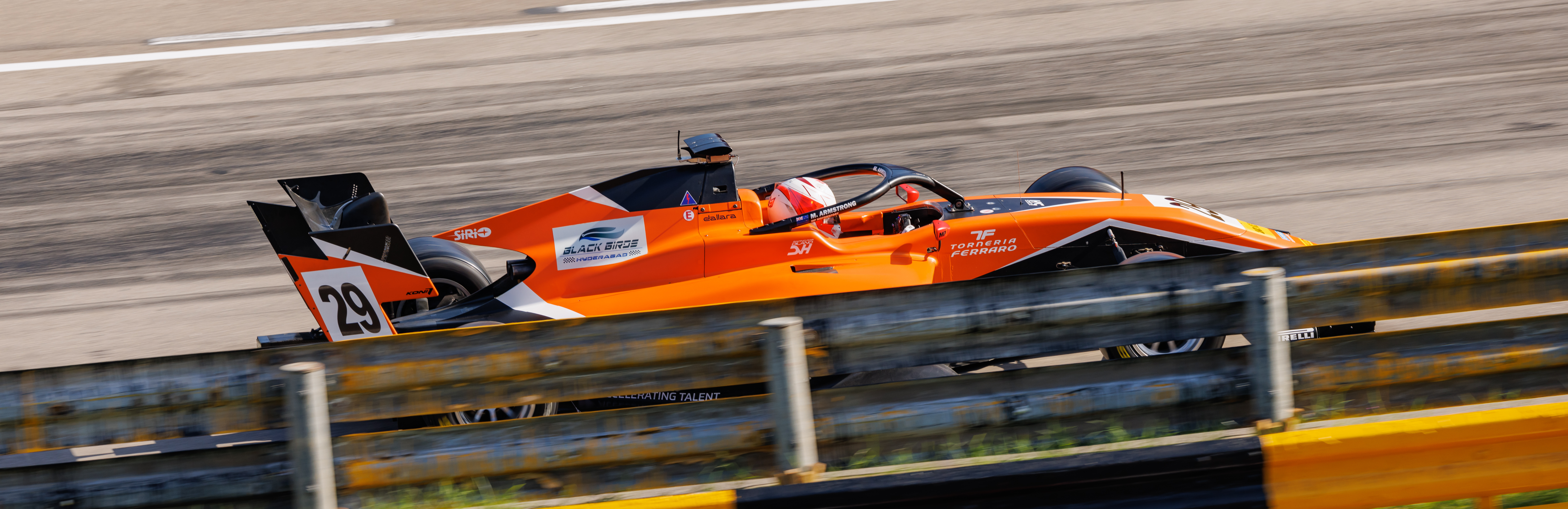
مارکوس آرمسترانگ در جایزه بزرگ ماکائو ۲۰۲۳

در نوامبر ۲۰۲۳، آرمسترانگ با تیم ام‌پی موتوراسپورت به مسابقات فرمول ۳ با جایزه بزرگ ماکائو بازگشت. او مسابقه اصلی را در رده هجدهم به پایان رساند، پشت سر هر دو هم تیمی خود دنیس هاگر و ماری بویا.

## فرمول یک
در آغاز سال ۲۰۱۷، آرمسترانگ به عضویت آکادمی رانندگان تیم فراری درآمد. او اولین تست فرمول یک خود را در ژانویه در پیست فیورانو انجام داد و با فراری اس‌اف‌۷۱اچ را رانندگی کرد و در این باره گفت که رانندگی با این خودرو خیلی سخت نبود. او دوباره با همین خودرو در ماه آوریل در پیست فیورانو تست هایی را با بیش از ۲۰۰ کیلومتر را تکمیل کرد. پس از فصل ۲۰۲۱، او و فراری راه خود را از هم جدا کردند. 

## سری ایندی‌کار
در اکتبر ۲۰۳۲، آرمسترانگ برای اولین بار با تیم دیل کوین ریسینگ در پی پیست بین المللی سیبرینگ یک خودرو سری ایندی‌کار را آزمایش کرد. پس از این تست، تیم دیل كوین ریسینگ، مدیر این تیم گفت كه "او كاندیدای بسیار خوبی برای تیم دیل كوین ریسینگ برای حضور در سری ایندی‌کار بود.